# Идиатуллин, Шамиль Шаукатович
Шами́ль Шаукатович Идиату́ллин (тат. Шамил Шәүкәт улы Һидиятуллин, Şamil Şäwkät uğlı Hidiätullin, род. 3 декабря 1971 года, Ульяновск) — российский журналист и писатель, дважды лауреат премии «Большая книга», работает в ИД «Коммерсантъ».
По мнению литературного критика Лизы Биргер, «Идиатуллин сегодня — один из самых заметных русских авторов. Его книги — написанные в диапазоне самых разных жанров, от подросткового мистического триллера до антиутопии, от большого русского романа до „этнополитфанттриллера с элементами биопанка“, объединяет (…) поиск общего для всех его читателей культурного кода. Этот язык, который нас всех, разных, объединял бы.»

## Биография
Шамиль Идиатуллин родился в 1971 году в Ульяновске, вырос и окончил среднюю школу в Набережных Челнах. В 16 лет начал карьеру журналиста в качестве корреспондента отдела писем газеты «Рабочий КамАЗа». В 1993 году окончил факультет журналистики Казанского университета. Девять лет (с 1992 по 2001) проработал в газете «Известия Татарстана» (Казань, позднее преобразована в республиканское деловое издание «Время и Деньги»), последние годы в качестве заместителя главного редактора. Одновременно с 1994 года был собственным корреспондентом Издательского дома «Коммерсантъ» в Татарстане.
В 2001 году стал главным редактором «Коммерсанта» в Казани. С ноября 2003 года работает в московском офисе ИД «Коммерсантъ»: руководителем корсети, затем обозревателем журнала «Коммерсантъ-Власть». В настоящее время — руководитель регионального отдела.
С 2004 года публикует прозу. Входил в жюри и советы экспертов ведущих литературных премий, выступал приглашенным преподавателем на всероссийских курсах литературного мастерства.

## Творчество
О мотивах, заставивших его обратиться к литературному творчеству, сам автор говорит так:
И в один прекрасный миг оказалось, что теперь мне писать уже не положено, потому что я замглавреда, а потом и главред — а хороший главред сам не пишет, его руки — это журналисты. Я был не очень хорошим главредом, потому что все равно многое отписывал сам, но честно пытался исправиться. Писать перестал, а привычка-то рыскать, копаться и отписывать осталась. Буковки, слова и смыслы копились, ответственные за это железы пухли и душили — и однажды ночью я понял, что сопротивление бесполезно. Потихонечку, чтобы никого не будить, выбрался из постели, сел за клавиатуру и начал набивать пролог романа.
В 2005 году (фактически в декабре 2004 года) издательство «Крылов» выпустило дебютный технотриллер «Татарский удар» (оригинальное название — «Rucciя»). Книга получила противоречивые отзывы, но в целом доброжелательно была принята читателями.
В 2006 году в журнале «Знамя» была опубликована повесть «Эра Водолея».
В 2010 вышел второй роман «СССР™», который номинировался на премию «Национальный бестселлер» 2010 года, премию «Большая книга» 2010 года, премии «Интерпресскон» и «Бронзовая улитка». Роман получил отзывы в широком спектре — от резко отрицательных до весьма доброжелательных; удостоился премии Международной ассамблеи фантастики «Портал» в Киеве в 2011 году.
В 2012 году в издательстве «Азбука» вышел мистический триллер «Убы́р» под псевдонимом Наиль Измайлов. В том же году книга получила Международную детскую литературную премию имени Владислава Крапивина и была признана журналом «Мир Фантастики» книгой года в номинации «Мистика и хоррор». Идиатуллин стал первым лауреатом премии «Новые горизонты».
В 2013 году в «Азбуке» вышло продолжение романа — «Убыр. Никто не умрёт». Сокращённая версия сиквела была опубликована на сайте конкурса «Книгуру» (как и урезанный вариант первого романа) под исходным названием «Убырлы». В 2018 году дилогия в одном томе была переиздана «Азбукой» под настоящим именем автора.
В 2013 году «Издательский дом Мещерякова» опубликовал шпионский триллер «Варшавский договор»: книга вышла под названием «За старшего».
В 2016 году в серии «Почти взрослые книги» издательства «Азбука» под псевдонимом Наиль Измайлов вышла детская фантастическая повесть «Это просто игра». В 2022 году повесть также была переиздана под настоящим именем автора. Псевдоним более не используется.
В марте 2017 года «Азбука» издала роман Шамиля Идиатуллина «Город Брежнев», в декабре того же года ставший лауреатом премии «Большая книга» (третье место) и получивший третье место в читательском голосовании.
В 2018 году в «Издательском доме Мещерякова» отдельным богато иллюстрированным изданием (художник Александр Храмцов) вышел фантастический рассказ «Тубагач»,
С 2019 года Идиатуллин издает книги в Редакции Елены Шубиной издательства АСТ. Вышедший в августе 2019 году роман «Бывшая Ленина» открыл новую серию РЕШ «Актуальный роман». В декабре 2020 года «Бывшая Ленина» стала лауреатом премии «Большая книга»(третье место).
В сентябре 2020 года РЕШ опубликовала роман «Последнее время», который сам автор заявлял как этнофэнтези, позднее уточнив: «У меня опять получился триллер, точнее, этнополитфанттриллер с элементами биопанка». Этой книгой издательство перезапустило фантастическую серию «Другая реальность», В декабре журнал «Мир фантастики» признал «Последнее время» «Отечественной книгой 2020 года».
Летом 2021 года сервис Bookmate опубликовал книжный сериал Шамиля Идиатуллина «Возвращение „Пионера“», очередные части которого выходили каждую неделю в текстовом и аудиоформате. «Бумажная» версия романа вышла в РЕШ годом позже.
В конце 2021 года в РЕШ вышел сборник Идиатуллина «Всё как у людей», объединивший большую часть написанных к тому времени «нереалистических» произведений малой формы: новую повесть «Светлая память», повесть «Эра Водолея», рассказы и сценарий короткометражного фильма «Коллектор».
Весной 2023 года еще одна новая серия Редакции Елены Шубиной «РЕШ: страшно интересно» открылась книгой Шамиля Идиатуллина: детективным триллером «До февраля».

## Библиография

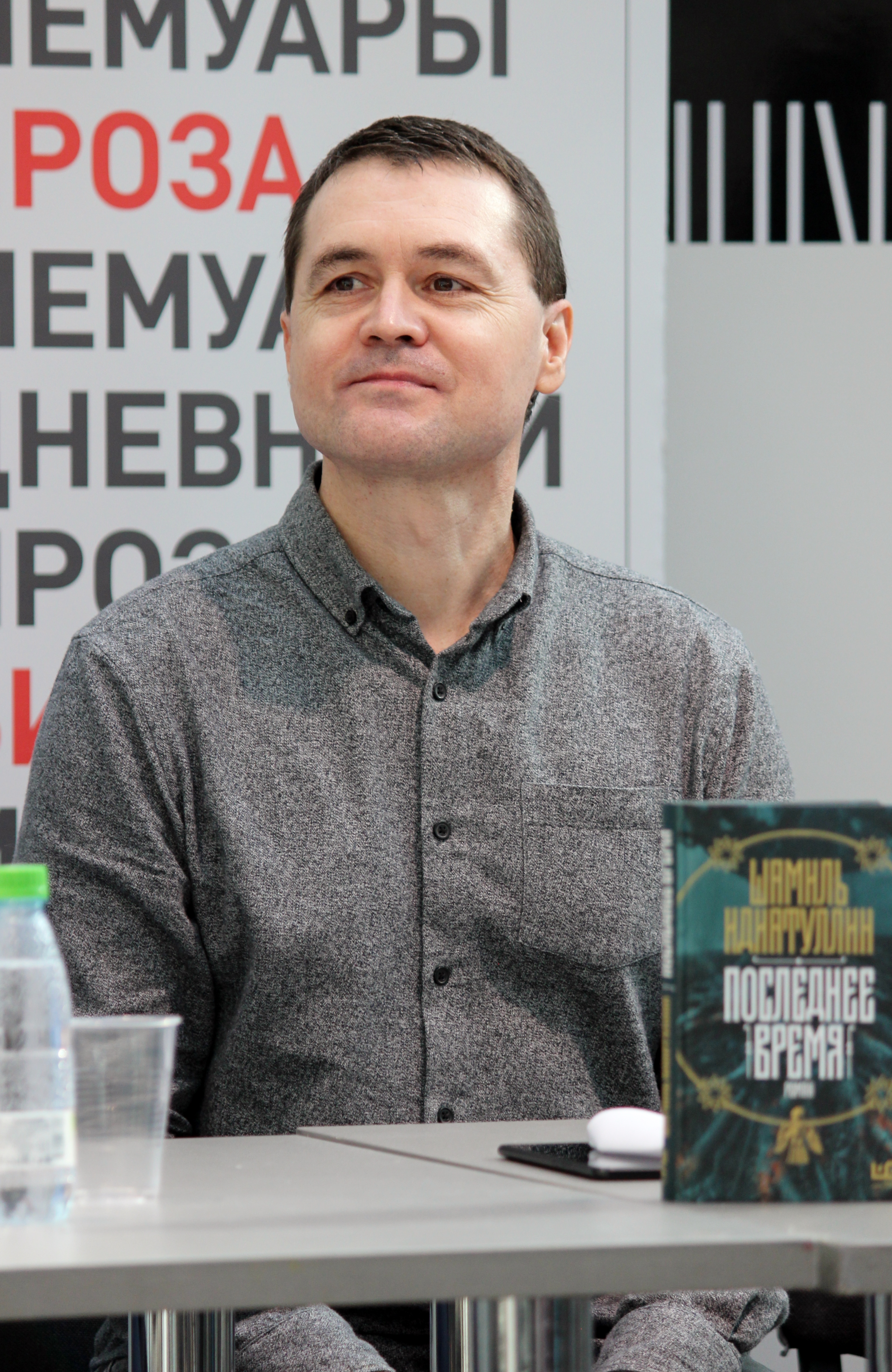
Идиатуллин на non/fictio№ 22, март 2021

### Романы
1. Ш. Идиатуллин. Татарский удар. — СПб.: Крылов, 2005. — С. 448. — (Современная фантастическая авантюра). — 8000 экз. — ISBN 5-94371-743-9.
2. Ш. Идиатуллин. СССР™. — СПб.: Азбука-классика, 2010. — С. 512. — (Русский проект). — 10 000 экз. — ISBN 978-5-9985-0868-4. Второе издание: — СПб: Азбука, 2018. — С.544 стр. (Азбука-бестселлер. Русская проза). — 3000 экз. — ISBN 978-5-389-14610-5
3. Ш. Идиатуллин (под псевдонимом Наиль Измайлов). Убыр. — СПб.: Азбука-Аттикус, 2012. — С. 320. — 10 000 экз. — ISBN 978-5-389-03151-7. Переиздание дилогии одним томом под настоящим именем автора: — СПб: Азбука, 2018. — С.608. (Азбука-бестселлер. Русская проза). — 4000 экз. — ISBN 978-5-389-14699-0
4. Ш. Идиатуллин (под псевдонимом Наиль Измайлов). Убыр. Никто не умрёт. — СПб.: Азбука, 2013. — С. 320. — 4000 экз. — ISBN 978-5-389-03334-4.
5. Ш. Идиатуллин. За старшего. — М.: ИД Мещерякова, 2013. — С. 352. — 3000 экз. — ISBN 978-5-91045-593-5.
6. Ш. Идиатуллин. Город Брежнев. — СПб.: Азбука-Аттикус, 2017. — С. 704. — (Азбука-бестселлер. Русская проза). — 13 500 (с допечатками) экз. — ISBN 978-5-389-12210-9.[21]
7. Ш. Идиатуллин. Бывшая Ленина. — Москва: Редакция Елены Шубиной, 2019. — С. 448. — (Актуальный роман). — 4000 экз. — ISBN 978-5-17-118335-6.
8. Ш. Идиатуллин. Последнее время. — Москва: Редакция Елены Шубиной, 2020. — С. 480. — (Другая реальность).— ISBN 978-5-17-127464-1.
9. Ш. Идиатуллин. Возвращение "Пионера". — Москва: Редакция Елены Шубиной, 2022. — 354 с. — (Другая реальность). — ISBN 978-5-17-148258-9.
10. Ш. Идиатуллин. До февраля. — Москва: Редакция Елены Шубиной, 2023. — 512 с. — (РЕШ: страшно интересно). — 4000 экз. — ISBN 978-5-17-154054-8.
11. Ш. Идиатуллин. Смех лисы. — Москва: Редакция Елены Шубиной, 2025. — 416 с. — (Продолжение следует: Яндекс Книги & РЕШ). — 5000 экз. — ISBN 978-5-17-175864-6.

Повести и рассказы
1. Ш. Идиатуллин. Эра Водолея // «Знамя» №6. — М., 2006.
2. Ш. Идиатуллин (под псевдонимом Наиль Измайлов). Это просто игра. — СПб.: Азбука, 2016. — С. 192. — (Почти взрослые книги). — 3000 экз. — ISBN 978-5-389-11005-2.
3. Ш. Идиатуллин. Светлая память // Всё как у людей. — Редакция Елены Шубиной, 2022. — (Другая реальность). — ISBN 978-5-17-136417-5.
4. Ш.Идиатуллин. Кареглазый громовик. — Русские дети. — СПб.: Азбука, 2013. — ISBN 978-5-389-05721-0.
5. Ш.Идиатуллин. Тубагач. — М.: Издательский дом Мещерякова, 2018. — 32 с. — ISBN 978-5-00108-243-9.

Книги Шамиля Идиатуллина переведены на иностранные языки: в 2022 году дилогия «Убыр» вышла в Венгрии, роман «Бывшая Ленина» в 2023 году — в Швейцарии и Франции.

## Экранизации и постановки
С декабря 2020 года на сцене Набережночелнинского государственного татарского драматического театра идет четырехчасовой спектакль главного режиссера театра Олега Киньзягулова «Шәһәр. Нокта. Брежнев» по роману «Город Брежнев».
Летом 2022 года на «Радио России» прошла премьера радиоспектакля в восьми частях по повести «Это просто игра».
Весной 2023 года кинокомпания «Триикс медиа» приступила к восьмисерийной экранизации романа «Город Брежнев».

## Премии и награды
- Лауреат премии им. В. И. Савченко «Открытие себя» (Киев, 2011 год, за роман «СССР™»)[27]
- Международная детская литературная премия имени В. П. Крапивина за книгу «Убыр» (Екатеринбург, 26 ноября 2012 года)[28].
- Лауреат премии «Новые горизонты» (Санкт-Петербург, 2013, за книгу «Убыр»).
- Лауреат премии Большая книга[29]: третье место и в официальном, и в читательском голосовании за книгу «Город Брежнев» (2017).
- Лауреат премии «Большая книга» (третье место) за книгу «Бывшая Ленина» (2020).

## Личная жизнь
Женат, двое детей.
В 2010 году (1431 по Хиджре) совершил паломничество в Мекку.